# Laurette Séjourné
Laurette Séjourné (Perugia, 24 de octubre de 1914 – Ciudad de México, 25 de mayo de 2003), originalmente Laura Valentini Corsa, fue una arqueóloga, antropóloga y etnóloga italiana naturalizada mexicana. Al casarse con un francés su nombre cambió a Laurette Séjourné. Fue pareja de Víctor Serge, autor de la novela El caso Tuláyev y otros escritos revolucionarios, con quien se casó en México. En 1949, dos años después de la muerte de Serge, contrajo nupcias con Arnaldo Orfila Reynal, un destacado editor de Argentina y México, con quien permaneció hasta su muerte.
Poco se ha publicado sobre su trabajo como editora de cine, pero en la película El Gran Makakikus colaboró en la edición, aunque su nombre fue escrito como suena en español, Loret. Fue editora también de la película Entre hermanos, de 1945.[cita requerida]
Luego, estudió arqueología en la Escuela Nacional de Antropología e Historia del Instituto Nacional de Antropología e Historia. Participó en el equipo de Alberto Ruz Lhuillier que descubre la tumba de Pakal en el Templo de las Inscripciones en Palenque, Chiapas. También realizó investigaciones entre las antiguas naciones del hoy estado de Oaxaca. Luego comenzó a trabajar en la antigua ciudad de Teotihuacán donde hizo la interpretación de símbolos encontrados y otros ya conocidos.[cita requerida]
Influyó en autores surrealistas que vivieron en México, como Leonora Carrington, quien ilustró su libro "El mundo mágico de los mayas"; Benjamin Péret (Air Mexicain) y Wolfgang Paalen, que preparó un número "amerindio" de su revista DYN.[cita requerida]
Su tesis central partía de que el pasado precolombino que se veía en las pírámides y en los códices está aún vivo y presente en los antiguos pueblos que subsisten en tiempos modernos. Esas reminiscencias podían verse en los pueblos de Oaxaca, por ejemplo, que ella estudió, así como en diversas comunidades de la región de Teotihuacán y el Valle de México. Sus estudios de la escritura simbólica de los monumentos precolombinos también destacan algunos signos como el de "Ollin" o movimiento y el del "Quinquance" (o Cruz de Quetzalcóatl), que dice presenta una dimensión geométrica superior a la espacialidad plana europea.[cita requerida]
Durante los años 60 trabajó para el INAH (Instituto Nacional de Antropología e Historia ), excavando en Tetitla, cerca de Teotihuacán. Publicó varios libros de cosmología y religión náhuatl, incluyendo Agua hirviente: pensamiento y religión en el México antiguo.[cita requerida]
Su trabajo principal fue sobre la figura de Quetzalcóatl. Propuso que Quetzalcóatl no sólo fue una persona, sino que es un modelo a seguir de desarrollo humano personal, y una entidad sagrada por lo tanto. Además, sostuvo que Teotihuacán era la legendaria Tollan, contradiciendo la versión oficial de la arqueología mexicana, que la sitúa en Tula aun en nuestros días. Enrique Florescano en años recientes ha propuesto que esa antigua Tollan es la actual Tulancingo, lo que podría entenderse por incluir en el nombre la partícula reverencial tzin.[cita requerida]
El trabajo de Séjourné todavía es muy valorado por los especialistas, pero a algunos les preocupó que parte de su trabajo fuera adoptado por grupos esotéricos, que buscaban enseñanzas ocultas de las religiones prehispánicas. Eso es algo que la antropóloga nunca apoyó.[cita requerida]
Sus últimos años los dedicó a llevar educación a los pueblos indígenas del sur de México.[cita requerida]

## Algunas publicaciones
- Palenque, una ciudad maya, México, Fondo de Cultura Económica, 1952
- Supervivencias de un mundo mágico, imágenes de 4 pueblos mexicanos, dessins de Leonora Carrington, México, Tezontle, 1953
- Pensamiento y religión en el México antiguo, México, Fondo de Cultura Económica, 1957; traducción: Burning water, thought and religion in Ancient Mexico, Londres, New York, Thames & Hudson, 1957; La Pensée des anciens Mexicains, París, F. Maspero, 1966
- Un Palacio en la ciudad de los dioses, Teotihuacán, México, Instituto Nacional de Antropología e Historia, 1959
- El Universo de Quetzalcóatl, Fondo de Cultura Económica, 1962
- Arqueología de Teotihuacán, la cerámica, Fondo de Cultura Económica, 1966
- Teotihuacan, métropole de l'Amérique, París, F. Maspero, 1969
- Antiguas culturas precolombinas, México, Siglo XXI de España Editores, 1976
- El Pensamiento náhuatl cifrado en los calendarios, Siglo XXI, 1983
- Teotihuacan, capital de los Toltecas, México, Siglo Veintiuno Editores, 1994
- Cosmogonia de Mesoamérica, México, Siglo Veintiuno Editores, 2004

## Reconocimientos
En 1989 recibió el Premio Internacional Alfonso Reyes.[cita requerida]